# Aleksej Gasilin
Aleksej Evgen'evič Gasilin (in russo Алексей Евгеньевич Гасилин?; San Pietroburgo, 1º marzo 1996) è un ex calciatore russo, di ruolo attaccante.

## Statistiche

### Cronologia presenze e reti in nazionale
| Cronologia completa delle presenze e delle reti in nazionale ― Russia under 21 | Cronologia completa delle presenze e delle reti in nazionale ― Russia under 21 | Cronologia completa delle presenze e delle reti in nazionale ― Russia under 21 | Cronologia completa delle presenze e delle reti in nazionale ― Russia under 21 | Cronologia completa delle presenze e delle reti in nazionale ― Russia under 21 | Cronologia completa delle presenze e delle reti in nazionale ― Russia under 21 | Cronologia completa delle presenze e delle reti in nazionale ― Russia under 21 | Cronologia completa delle presenze e delle reti in nazionale ― Russia under 21 |
| Data                                                                           | Città                                                                          | In casa                                                                        | Risultato                                                                      | Ospiti                                                                         | Competizione                                                                   | Reti                                                                           | Note                                                                           |
| ------------------------------------------------------------------------------ | ------------------------------------------------------------------------------ | ------------------------------------------------------------------------------ | ------------------------------------------------------------------------------ | ------------------------------------------------------------------------------ | ------------------------------------------------------------------------------ | ------------------------------------------------------------------------------ | ------------------------------------------------------------------------------ |
| 12-10-2015                                                                     | Zaprešić                                                                       | Croazia under 21                                                               | 3 – 4                                                                          | Russia under 21                                                                | Amichevole                                                                     | 1                                                                              | 60’                                                                            |
| 12-11-2015                                                                     | Krasnodar                                                                      | Russia under 21                                                                | 2 – 0                                                                          | Fær Øer under 21                                                               | Qual. Europeo Under-21 2017                                                    | -                                                                              |                                                                                |
| 17-11-2015                                                                     | Baku                                                                           | Azerbaigian under 21                                                           | 3 – 0                                                                          | Russia under 21                                                                | Qual. Europeo Under-21 2017                                                    | -                                                                              | 46’                                                                            |
| 29-3-2016                                                                      | Rostov sul Don                                                                 | Russia under 21                                                                | 0 – 2                                                                          | Germania under 21                                                              | Qual. Europeo Under-21 2017                                                    | -                                                                              | 75’                                                                            |
| 1-9-2016                                                                       | Toftir                                                                         | Fær Øer under 21                                                               | 0 – 3                                                                          | Russia under 21                                                                | Qual. Europeo Under-21 2017                                                    | -                                                                              | 61’                                                                            |
| 7-10-2016                                                                      | Ingolstadt                                                                     | Germania under 21                                                              | 4 – 3                                                                          | Russia under 21                                                                | Qual. Europeo Under-21 2017                                                    | -                                                                              | 80’                                                                            |
| 11-10-2016                                                                     | Chimki                                                                         | Russia under 21                                                                | 1 – 1                                                                          | Finlandia under 21                                                             | Qual. Europeo Under-21 2017                                                    | -                                                                              | 56’                                                                            |
| 10-11-2016                                                                     | Marbella                                                                       | Russia under 21                                                                | 1 – 2                                                                          | Svizzera under 21                                                              | Amichevole                                                                     | -                                                                              | 67’                                                                            |
| 14-11-2016                                                                     | Marbella                                                                       | Svizzera under 21                                                              | 3 – 2                                                                          | Russia under 21                                                                | Amichevole                                                                     | 1                                                                              | 60’                                                                            |
| 27-5-2017                                                                      | Olmaliq                                                                        | Uzbekistan under 21                                                            | 3 – 4                                                                          | Russia under 21                                                                | Amichevole                                                                     | -                                                                              | 46’                                                                            |
| 31-5-2017                                                                      | Mosca                                                                          | Russia under 21                                                                | 7 – 0                                                                          | Bielorussia under 21                                                           | Amichevole                                                                     | 1                                                                              | 77’                                                                            |
| 20-5-2018                                                                      | Mosca                                                                          | Russia under 21                                                                | 3 – 0                                                                          | Cipro under 21                                                                 | Amichevole                                                                     | -                                                                              | 85’                                                                            |
| Totale                                                                         |                                                                                | Presenze                                                                       | 12                                                                             |                                                                                | Reti                                                                           | 3                                                                              |                                                                                |